# Лампридоподібні
Лампридоподібні (Lampriformes) — ряд морських глибоководних риб. Більшість з них мають овальну чи стрічкоподібну форму тіла. З'явилася в крейдяному періоді. Це рідкісні і мало вивчені види. Відомо 22 види.

## Поширення
Населяють тропічні, субтропічні і помірні води усіх океанів, часто на глибинах до 100—1000 м.

## Опис
Лампридоподібні мають тіло стрічкоподібне, завдовжки від 30 см до 5,5 м і більше, маса до 300 кг. Плавники зазвичай без колючок, спинний плавник один, зазвичай довгий. Плавальний міхур не має зв'язку з кишковиком. Луска циклоїдна або відсутня.

## Класифікація

### Родини
- Родина Веліферові (Veliferidae) — (2 роди, 2 види)
- Родина Лампридові (Lampridae) — (1 рід, 2 види)
- Родина Паличкохвості (Stylephoridae) — (монотипічний)
- Родина Лофотові (Lophotidae) — (2 роди, 3 види)
- Родина Radiicephalidae (монотиповий)
- Родина Вогмерові (Trachipteridae) — (3 роди, 10 видів)
- Родина Оселедцеві королі (Regalecidae) — (2 роди, 4 види)

### Викопні
- Рід †Bathysoma
- Рід †Bajaichthys
- Рід †Nardovelifer
- Рід †Palaeocentrotus
- Родина †Turkmenidae